# Apocalyptic Love
Apocalyptic Love es el segundo álbum de estudio de Slash, actual guitarrista de Guns N' Roses. El álbum cuenta con la banda de Slash, que consiste en el vocalista Myles Kennedy, el bajista Todd Kerns, el guitarrista rítmico Frank Sidoris y el baterista Brent Fitz (referidos colectivamente como "Myles Kennedy y los conspiradores" ("Myles Kennedy and The Conspirators"). Producido por Eric Valentine, que ha sido lanzado el 22 de mayo de 2012.

## Grabación
El 6 de febrero, la grabación de "Apocalyptic Love" había terminado. El 7 de febrero, Slash tuitea que la banda se estaba preparando para ensayar el nuevo material y filmar su rendimiento general de todo el registro nuevo con Mativision. El 24 de febrero se anunció que "You're A Lie" será el primer sencillo del próximo álbum, siendo lanzado a la radio en el 27 de febrero.
Durante su primera gira mundial en solitario, Slash anunció su segundo álbum de estudio. A diferencia de su homónimo álbum debut como solista, que contó con una gran variedad de cantantes como Chris Cornell, Ozzy Osbourne, M. Shadows, y Kid Rock, dijo que para su segundo álbum contaría con el vocalista de la banda Alter Bridge, Myles Kennedy, como el cantante exclusivo. Kennedy había aparecido en dos canciones del primer álbum de Slash ("Starlight" y "Back From Cali"), y luego fue el vocalista de la banda de Slash durante la gira de presentación del disco. Durante la gira de Slash dijo que su segundo álbum sería en colaboración con Kennedy, y que no estaba seguro de si sería lanzado bajo su propio nombre o un nombre completamente nuevo. 
Slash comenzó a trabajar en su segundo álbum en solitario en junio de 2011, y en diciembre de 2011, tres canciones - "Halo", "Standing In The Sun" y "Bad Rain" - se habían grabado. Slash describió el nuevo material como "muy pesado". El álbum fue terminado en febrero de 2012 y lanzado el 22 de mayo de 2012. El primer sencillo, "You're A Lie", comenzó a sonar en las radios el 27 de febrero de 2012; el 5 de marzo de 2012 un fragmento de 30 segundos de la canción fue liberado en línea junto al listado de canciones del álbum. Myles Kennedy, quien escribió las letras de las canciones, ha dicho que algunas de las letras en el álbum hablan sobre sus experiencias con las drogas.
Slash y su banda, que consiste en Kennedy, el bajista Todd Kerns,el guitarrista rítmico Frank Sidoris y el baterista Brent Fitz, tocó el álbum en su totalidad el 11 de abril de 2012, en los premios Revolver de Golden God Awards.
El 26 de marzo, muestras de 30 segundos del disco denominado "Apocalyptic Love" se pusieron a disposición en Amazon.com. El riff inicial de "Anastasia" se inspira en Toccata and Fugue in D minor de Johann Sebastian Bach, que Slash interpola en vivo en su versión de "Speak Softly Love".
En el mes de mayo Slash comenzó una aplicación en Facebook titulada Stream Apocalyptic Love, la que consistía que uno debía invitar a 5 amigos a usar la aplicación y él emisor recibe una canción de regalo según el orden.

## Canciones
| N.º | Título                     | Escritor(es)                   | Duración |  |
| 1.  | «Apocalyptic Love»         | Slash, Myles Kennedy           | 3:28     |  |
| 2.  | «One Last Thrill»          | Slash, Kennedy                 | 3:09     |  |
| 3.  | «Standing In The Sun»      | Slash, Kennedy                 | 4:03     |  |
| 4.  | «You're a Lie»             | Slash, Kennedy                 | 3:50     |  |
| 5.  | «No More Heroes»           | Slash, Kennedy, Eric Valentine | 4:23     |  |
| 6.  | «Halo»                     | Slash, Kennedy                 | 3:22     |  |
| 7.  | «We Will Roam»             | Slash, Kennedy                 | 4:49     |  |
| 8.  | «Anastasia»                | Slash, Kennedy                 | 6:07     |  |
| 9.  | «Not for Me»               | Slash, Kennedy                 | 5:21     |  |
| 10. | «Bad Rain»                 | Slash, Kennedy                 | 3:46     |  |
| 11. | «Hard & Fast»              | Slash, Kennedy                 | 3:02     |  |
| 12. | «Far And Away»             | Slash, Kennedy                 | 5:14     |  |
| 13. | «Shots Fired»              | Slash, Kennedy                 | 3:48     |  |
| 14. | «Carolina» (Bonus Track)   | Slash, Kennedy                 | 3:17     |  |
| 15. | «Crazy Life» (Bonus Track) | Slash, Kennedy                 | 3:40     |  |

Toda la Música compuesta por Slash y la letra por Myles Kennedy.
En el Reino Unido la revista Classic Rock dará a conocer el álbum como un [an Pack con dos bonus tracks, "Carolina" y "Crazy Life".

"You're a Lie", primer sencillo del disco, fue la canción #1 en ser agregada a las estaciones de radio de rock activas en los EUA en la semana de su lanzamiento como sencillo.

## Créditos
Slash featuring Myles Kennedy and the Conspirators
- Slash – Guitarra solista, talkbox y guitarra rítmica
- Myles Kennedy – Voz
- Frank Sidoris - Guitarra rítmica
- Todd Kerns – Bajo y coros
- Brent Fitz – Batería

Otros aportes
- Eric Valentine – producción, ingeniero, mezcla
- Frank Maddocks – dibujante